# Clara, cet été-là
Pour plus de détails, voir Fiche technique et Distribution.
Clara, cet été-là est un téléfilm de Patrick Grandperret sorti en 2002.

## Synopsis
C'est l'été. Dans une colonie de vacances parmi tant d'autres, Clara et Zoé ne pensent qu'à l'amour, aux garçons et à la première fois que Zoé veut absolument connaître pendant ces vacances. Les expériences banales que tous les adolescents découvrent. Mais Clara n'arrive pas à s'intégrer parmi cette bande d'ados qu'elle trouve débile. Troublée par la belle Sonia à la réputation sulfureuse de lesbienne, elle va devoir choisir entre un destin tout tracé ou la force de sentiments nouveaux...

## Fiche technique
- Titre Anglais : Clara's Summer
- Titre Français : Clara, cet été-là
- Réalisation : Patrick Grandperret
- Scénario : Patrick Grandperret
- Production :
- Pays d'origine : France
- Format : couleurs -  35 mm
- Genre : comédie dramatique
- Durée : 85 minutes
- Date de sortie : 2002

## Distribution
- Selma Brook : Clara
- Salomé Stévenin : Sonia
- Stéphanie Sokolinski : Zoé
- Léo Grandperret : Sébastien
- Bastien Catenacci : Kevin